# Mamo
Mamo (ukrajinska cirilica: Мамо; slovensko: Mati; ruščina: Мама (Mama)) je pesem ukrajinske pevke Anastasije Prihodko, s katero je zastopala Rusijo na Evroviziji 2009.
Pesem je istočasno peta v ruščini in ukrajinščini. Pesem sta ustvarila Konstantin Meladze in Diana Golde.